# Orania ravaka
Espèce
Statut de conservation UICN

 VU B1ab(iii)+2ab(iii); D1 : Vulnérable
Orania ravaka est une espèce de plantes de la famille des Arecaceae (palmiers).

## Publication originale
- Palms of Madagascar 119–121. 1995.